# Пантери
Пантерите (Panthera) са род на семейство Коткови, който включва четири известни вида големи котки: тигър (Panthera tigris), лъв (Panthera leo), леопард (Panthera pardus) и ягуар (Panthera onca). Представителите от този род представляват около половината от видовете големи котки. Тези котки притежават характерна анатомична структура на глътката, която позволява те да издават звуци, наречени ревове.

## Видове и подвидове
Съществуват множество подвидове, включени към четирите вида. Много от подвидовете на лъва и леопарда са оспорвани. Съществува предложение всички подвидове на лъва и леопарда, живеещи на юг от Сахара, да бъдат обединени в един вид поради факта, че те не разполагат с достатъчно генетична разлика помежду си. Описани са множество праисторически видове, които са познати на науката от открити фосили.
„Черната пантера“ не е отделен вид. Тя представлява форма на меланизъм при ягуара и леопарда.
- Род Panthera
  - †Panthera crassidens
  - †Panthera gombaszoegensis
  - †Panthera spelaea
  - Panthera leo – Лъв
    - †Panthera leo atrox – Американски лъв
    - Panthera leo azandica
    - Panthera leo bleyenberghi
    - †Panthera leo europaea – Европейски лъв
    - †Panthera leo fossilis – Ранноплейстоценски лъв
    - Panthera leo hollisteri
    - Panthera leo kamptzi
    - Panthera leo krugeri
    - †Panthera leo leo
    - †Panthera leo maculatus
    - Panthera leo massaica
    - †Panthera leo melanochaita
    - Panthera leo nubica
    - Panthera leo nyanzae
    - Panthera leo persica – Азиатски лъв
    - Panthera leo senegalensis
    - †Panthera leo sinhaleyus
    - †Panthera leo spelaea – Пещерен лъв
    - †Panthera leo vereshchagini
    - †Panthera leo youngi

  - Panthera onca – Ягуар
    - Panthera onca arizonensis
    - Panthera onca centralis
    - Panthera onca goldmani
    - Panthera onca hernandesii
    - Panthera onca onca
    - Panthera onca palustris
    - Panthera onca paraguensis
    - Panthera onca peruviana
    - Panthera onca veracrucis
    - †Panthera onca mesembrina
    - †Panthera onca augusta

  - †Panthera palaeosinensis
  - †Panthera pardoides
  - Panthera pardus – Леопард
    - Panthera pardus delacouri – Индокитайски леопард
    - Panthera pardus fusca – Индийски леопард
    - Panthera pardus japonensis – Севернокитайски леопард
    - Panthera pardus kotiya – Шриланкски леопард
    - Panthera pardus melas – Явански леопард
    - Panthera pardus nimr – Арабски леопард
    - Panthera pardus orientalis – Амурски леопард
    - Panthera pardus pardus – Африкански леопард
    - Panthera pardus saxicolor – Персийски леопард
    - †Panthera pardus sickenbergi
    - Panthera pardus tulliana – Анатолийски леопард

  - †Panthera schaubi[1]
  - †Panthera schreuderi[2]
  - Panthera tigris – Тигър
    - Panthera tigris altaica – Сибирски тигър
    - Panthera tigris amoyensis – Южнокитайски тигър
    - †Panthera tigris balica – Балийски тигър
    - Panthera tigris corbetti – Индокитайски тигър
    - Panthera tigris jacksoni[3] – Малайски тигър
    - †Panthera tigris sondaica – Явански тигър
    - Panthera tigris sumatrae – Суматрански тигър
    - Panthera tigris tigris – Бенгалски тигър
    - †Panthera tigris virgata – Каспийски тигър

  - †Panthera toscana
  - †Panthera youngi